# Дрёмов, Иван Фёдорович
Иван Фёдорович Дрёмов (15 октября 1901, селение Ишковка, Николаевский уезд, Самарская губерния — 2 сентября 1983, Днепропетровск) — советский военный деятель, генерал-лейтенант танковых войск (11.07.1945). Герой Советского Союза (26 апреля 1944 года).

## Начальная биография
Иван Фёдорович Дрёмов родился 15 октября 1901 года в селении Ишковка Николаевского уезда Самарской губернии. Окончил сельскую школу. Работал пастухом и подмастерьем кузнеца.

## Военная служба

### Гражданская война
В июне 1919 года был призван в ряды РККА и направлен красноармейцем в 85-ю этапную роту, дислоцированную в Самаре, а затем был переведён в 85-й стрелковый полк (10-я стрелковая дивизия), после чего принимал участие в боевых действиях в ходе советско-польской войны в районе городов Мозырь и Брест-Литовск, затем в наступательных боевых действиях на варшавском направлении.
В ноябре 1920 года участвовал в боевых действиях против вооружённых формирований под командованием генерала С. Н. Булак-Балаховича в районе городов Мозырь и Речица.

### Межвоенное время
После окончания войны служил красноармейцем и заведующим оружием в 158-м отдельном пограничном батальоне, дислоцированном в Слуцке, а затем в 80-м стрелковом полку (8-я стрелковая дивизия), дислоцированном в Бобруйске. В январе 1922 года был направлен на учёбу в 3-ю Западную пехотную школу, дислоцированную в Смоленске, которую закончил в 1925 году.
В августе 1928 года Дрёмов был направлен в 81-й стрелковый полк (27-я стрелковая дивизия), где служил на должностях командира взвода, помощника начальника полковой школы, командира и политрука роты, помощника командира батальона. В октябре 1929 года был переведён в 85-и стрелковый полк (29-я стрелковая дивизия), где служил на должностях командира и политрука роты, помощника командира и командира батальона, начальника полковой школы.
В апреле 1936 года был назначен на должность командира батальона, затем — на должность помощника командира по строевой части 190-го стрелкового полка (64-я стрелковая дивизия, Белорусский военный округ), дислоцированного в Смоленске, а в марте 1938 года — на должность начальника дивизионных курсов младших лейтенантов при 64-й стрелковой дивизии. В том же году заочно закончил первый курс Военной академии имени М. В. Фрунзе.
В марте 1939 года был назначен на должность помощника начальника 2-го отдела штаба Белорусского военного округа, а в августе — на должность командира 729-го стрелкового полка (145-я стрелковая дивизия, Орловский военный округ), после чего принимал участие в боевых действиях в ходе советско-финской войны.

### Великая Отечественная война
С началом войны находился на прежней должности. Полк под командование И. Ф. Дрёмова принимал участие в боевых действиях в ходе Смоленского сражения и оборонительных боях под Москвой в октябре 1941 года. В середине октября Дрёмов был контужен, после чего находился на лечении в госпитале в Свердловске.
В январе 1942 года был назначен на должность командира 111-й стрелковой бригады, которая вела тяжёлые оборонительные боевые действия и принимала участие в ходе Воронежско-Ворошиловградской оборонительной операции. В августе 1942 года был назначен на должность командира 47-й механизированной бригады, после чего принимал участие в ходе Великолукской наступательной операции и в освобождении города Великие Луки.
В сентябре — октябре 1943 года, командуя подвижной механизированной группой 43-й армии (Калининский фронт), Дрёмов отличился в ходе Духовщинско-Демидовской наступательной операции и при освобождении городов Духовщина и Рудня. Всем частям, входившим в состав группы, было присвоено почётное наименование «Духовщинские».
В январе 1944 года был назначен на должность командира 8-го гвардейского механизированного корпуса, который участвовал в боевых действиях в ходе Проскуровско-Черновицкой наступательной операции и при освобождении городов Трембовля, Копычинцы, Чертков, Бутач, Залещики, Городенка, Коломыя, Надворная и Тлумач. Корпус под командованием Дрёмова 24 марта прорвался к Днестру в районе города Залещики, с ходу форсировал реку и захватил крупный плацдарм.
Указом Президиума Верховного Совета СССР от 26 апреля 1944 года за умелое руководство частями корпуса при форсировании Днестра, захвате и удержании плацдарма на юго-западном берегу реки и проявленные при этом доблесть и мужество гвардии генерал-майору танковых войск Ивану Фёдоровичу Дрёмову присвоено звание Героя Советского Союза с вручением ордена Ленина и медали «Золотая Звезда» (№ 2406).
Вскоре корпус под командованием Дрёмова отличился в Львовско-Сандомирской наступательной операции, а также при освобождении городов Сокаль и Ярослав. За боевые отличия корпусу присвоено почётное наименование «Прикарпатский». Вскоре корпус принимал участие в боевых действиях во время Варшавско-Познанской, Восточно-Померанской и Берлинской наступательных операций. За отличие при освобождении Берлина корпусу было присвоено почётное наименование «Берлинский».
В период с января 1943 по май 1945 года Иван Фёдорович Дрёмов 25 раз персонально упоминался в приказах Верховного Главнокомандующего СССР И. В. Сталина. По данному показателю является наиболее выдающимся командиром оперативно-тактического звена Вооружённых Сил СССР в течение всей Великой Отечественной войны; следующий по этому показателю генерал-лейтенант Жеребин, Дмитрий Сергеевич, командир 32-го стрелкового корпуса.

### Послевоенная карьера
После окончания войны находился на лечении в Центральном военном госпитале, после чего в июле 1946 года был назначен на должность заместителя командующего 1-й гвардейской механизированной армии (Группа советских войск в Германии).
В июне 1948 года был направлен на учёбу на высшие академические курсы при Высшей военной академии имени К. Е. Ворошилова, после окончания которых в мае 1949 года был назначен на должность командующего 6-й гвардейской механизированной армией, в августе 1957 года преобразованной в 6-ю гвардейскую танковую армию.
Генерал-лейтенант танковых войск Иван Фёдорович Дрёмов в мае 1958 года вышел в запас. Умер 2 сентября 1983 года в Днепропетровске, похоронен на Аллее Героев Запорожского кладбища.

## Награды
- Медаль «Золотая Звезда» (№ 2406, 26 апреля 1944 года).
- Два ордена Ленина (26.04.1944, 21.02.1945).
- Четыре ордена Красного Знамени (30.01.1943, 24.03.1943, 3.11.1944, 1950)
- Орден Суворова I степени (29.05.1945)
- Орден Суворова II степени (6.04.1945)
- Орден Кутузова II степени (29.05.1944)
- Орден Отечественной войны I степени (14.09.1943)
- Орден Отечественной войны II степени (30.01.1944)
- Орден Красной Звезды.
- Медали: «3а взятие Берлина», «За освобождение Варшавы» и пять других медалей СССР
- орден «Крест Грюнвальда» 3-й степени (Польша)
- Орден Красной Звезды (ЧССР)[3]
- польские медали «За Варшаву», «За Одру, Нису и Балтику»[4].

## Память
В селе Бартеневка (Ивантеевский район, Саратовская область) установлен бюст Ивану Фёдоровичу Дрёмову у памятника воинам, погибшим в годы Великой Отечественной войны. Торжественное открытие монумента состоялось 8 мая 2017 года.

## Мемуары
- Дрёмов И. Ф. Наступала грозная броня. — Киев: Издательство политической литературы Украины, 1981. — 168 с.

## Комментарии
1. ↑  Село Ишковка в 1928 году входило в состав Ивантеевской волости Пугачёвского уезда, располагалось в 19 км от Ивантеевки и в 62 км от Пугачёва[1]; ныне — территория Ивантеевского района Саратовской области.